# Tjejtjusaren Sune
Tjejtjusaren Sune utkom första gången 1989 och är den femte boken i Suneserien. Boken är skriven av Anders Jacobsson och Sören Olsson.
Efter att ha skrivit Berts dagbok blev författarna sugna på att ta reda på vad som hänt med Sune i den nya staden. Genom skämten i boken kan man se att den inspirerats av "Berts dagbok".

## Bokomslaget
Bokomslaget visar Sune i grön tröja, inramad i ett hjärta.

## Handling
Sune och hans familj flyttar till en ny stad, 15 mil bort, och börjar i en ny skolklass och skaffar nya kompisar. Han har lovat sig själv att inte bry sig om tjejer mer, men Sofie finns kvar i den andra staden fastän de rentav gift sig med varandra och lovat evig trohet. Men Sune kan inte sluta tänka på tjejer, och i en parallellklass i 3:an finns Jennifer Blomberg, som Sune blir kär i. Sedan blir det skoldans med slipstvång och Sune blir biten av "dansflugan", och snart är det dags för "Mörka minuten" där allt är tillåtet, och Sune försöker pussa Jennifer i mörkret.
I skolan blir det också brandövning och pappan skall ansöka om banklån och sönerna är med på banken. Det blir också övernattning hemma hos Sophie.

### Fotnoter
1. ↑  ”Tjejtjusaren Sune” (på engelska). Worldcat. 15 maj 1989. https://www.worldcat.org/title/tjejtjusaren-sune/oclc/186091055&referer=brief_results. Läst 29 mars 2015.